# یانگ هائوران
یانگ هائوران (انگلیسی: Yang Haoran؛ زادهٔ ۲۲ فوریهٔ ۱۹۹۶) تیرانداز اهل چین است.
وی در مسابقات کشوری و بین‌المللی در مجموع برندهٔ ۶ مدال طلا، ۲ مدال نقره و یک مدال برنز شده‌است.